# Club Atlético Kimberley
El Club Atlético Kimberley, más conocido simplemente como Kimberley, es un club deportivo argentino fundado el 6 de julio de 1921. Dentro de las actividades a las que se dedica se encuentran el fútbol (principalmente), baloncesto, natación, fútbol sala, patín carrera, y taekwondo, entre otros. El Club Atlético Kimberley es una de las instituciones más importantes de la ciudad de Mar del Plata.
En el ámbito futbolístico, ha participado en la Primera División en seis ocasiones, siendo una de sus mayores hazañas la victoria con goleada 5 a 0 frente al campeón Independiente en 1970.
Actualmente participa del Torneo Federal A (tercera categoría). Por otro lado es el máximo campeón de la  Liga Marplatense de Fútbol con 17 campeonatos logrados. Además fue campeón del Torneo del Interior 2013, y del Torneo Regional Federal Amateur 2023/24.
En básquet está afiliado a la Asociación Marplatense de Básquetbol, donde obtuvo 10 títulos oficiales, siendo el tercer club más ganador detrás de Unión y Quilmes, y participa de la Liga Federal de Básquet de la Confederación Argentina de Básquetbol (CAB). Además fue el primer club de la ciudad en contratar extranjeros para disputar el torneo de la Asociación Marplatense de Básquetbol, con la adquisición del estadounidense Reed Rickie en 1975.
El equipo se hizo conocido fuera de su país por una curiosa razón: para la Copa Mundial de la FIFA 1978 la Selección de fútbol de Francia no contaba con su uniforme oficial y debió usar la camiseta del club marplatense para jugar contra la Selección de fútbol de Hungría; esto, para no confundir los uniformes en los televisores en blanco y negro. Partido en que al final, el Seleccionado de Francia superaría, con los colores de Kimberley, por 3 goles a 1 al de Hungría. Fue la cuarta vez que un equipo local le prestaba indumentaria a una selección nacional. Una de las camisetas usadas en ese partido se encuentra en el Museo de FIFA y el destino de las restantes prendas es un misterio. También es un club conocido por prestar sus instalaciones deportivas a importantes equipos de Primera División de Argentina y enfrentarse a ellos durante las típicas pretemporadas de verano.

## Historia

### Fundación y elección del nombre (1921)
Kimberley fue fundado un 6 de julio de 1921, por un grupo de muchachos que vivían cerca de la avenida Independencia y Alvarado: Villante, Sanders, Sobran, Aizpún, Actis, Longhi, los hermanos Albide, y los Melonio, Fulco, González Lombas, Manetti, Tesoriero, García, Gamba y otros que tenían ganas de representar y ser “un serio equipo de fútbol”.
En cuanto al nombre, miles de sustantivos se barajaban pero ninguno conformaba, quizá porque sus mentores, envueltos probablemente por el halo incontenible de su juventud, anhelaban descubrir “su nombre propio”, esa palabra original y los colores, que los identificara en la floreciente ciudad de Mar del Plata. Pasan las horas, los días de reuniones y aún no fecunda la semilla que germinaba lentamente. Hasta que una tarde, el entonces arquero Pablo Albide concurre al desaparecido Cine “Select” (la más modesta de las salas de espectáculo de la ciudad, por muchos años) donde exhibían —en versión muda— un interesante filme con secuencias de Sudáfrica. Más precisamente de las riquísimas minas de diamante negro de la población de Kimberley.
Al reunirse con los muchachos, Pablo Albide dijo: "hay que ponerle Kimberley". Los demás futuros dirigentes, se miraron entre sí y preguntaron el porque de ese nombre. Pablo Albide contestó: "Hay unas minas de diamantes en África. No sé bien dónde, pero se llaman así porque cerca de allí hay una ciudad con ese nombre. Hace poco vi una película sobre ese lugar. Me pareció una denominación original ¿no?". Y no dudaron, todos dieron el sí. Así nació el Club Atlético Kimberley.
Un hecho curioso sucedió el 2 de noviembre de 1974: la visita de una delegación diplomática de Sudáfrica; en dicha comitiva había una representación de la ciudad de Kimberley, que junto con el embajador de aquel país en la Argentina y una serie de otras personalidades fueron agasajados a la criolla, con hospedaje en el Hotel Provincial.
Se realizó en el restaurante una pantagruélica paella, desfile de la guardia del Mar, intercambio de llaves simbólicas de la ciudad de Mar del Plata y Kimberley, entre el embajador sudafricano y el Intendente Luis Fabrizio.

### Primeras décadas
En el año 1927 compitiendo en la división intermedia debió enfrentarse con su clásico rival San Lorenzo, por el ascenso en diciembre de 1927, en la cancha de Plaza España, con victoria de Kimberley 2 a 1. Como solía ocurrir y siguió sucediendo durante muchos años, aquel partido terminó en un escándalo. 
En la década del 30, "El Dragón" fue campeón de primera división de la liga marplatense de fútbol, en 1933 por primera vez, tras solo doce años de existencia. Luego se consagraría al año siguiente en 1934 y también en 1936. En este último, afrontó una final virtual con su clásico San Lorenzo, que lo aventajaba en 1 punto. Kimberley consiguió una victoria aplastante 6-1, adelantó a su adversario en la tabla y se coronó como campeón.

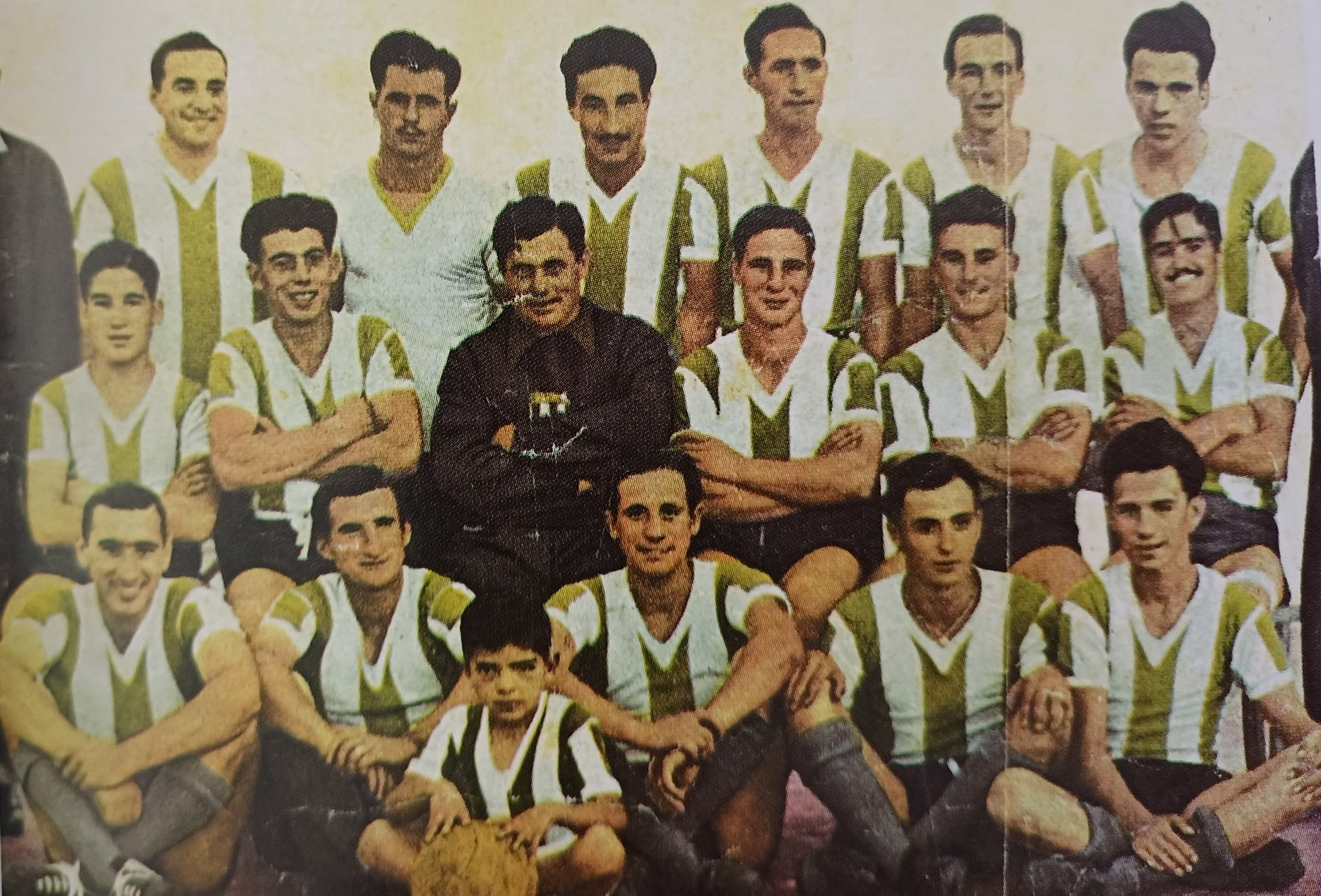
Kimberley campeón 1947

En 1947 el dragón verde tras 11 años de sequía volvió a obtener un título local. El campeonato se tuvo que definir en 3 finales entre Kimberley y Quilmes, ya que ambos terminaron igualados en puntos en la fase regular. El partido de ida fue 4 a 3 a favor del cervecero. La revancha fue 5 a 2 para el dragón. Y en el partido definitorio fue 4 a 1 a favor de Kimberley.
En la década del 60' se consiguieron dos títulos. El primero en 1962 después de 15 años (aunque dentro de ese lapso (1947-62) se coronó en la Primera B, en 1957) y el segundo en 1969. Este último le permitiría participar del Torneo Nacional. Ya que en 1967 la AFA, impulsada por Valentín Suárez, implementó una reestructuración total de sus competencias, pasando a disputarse el Torneo Metropolitano y el Torneo Nacional, en el cual Mar del Plata tendría una plaza fija para el campeón del torneo local.

### Torneos nacionales

#### Campeonato Nacional 1970

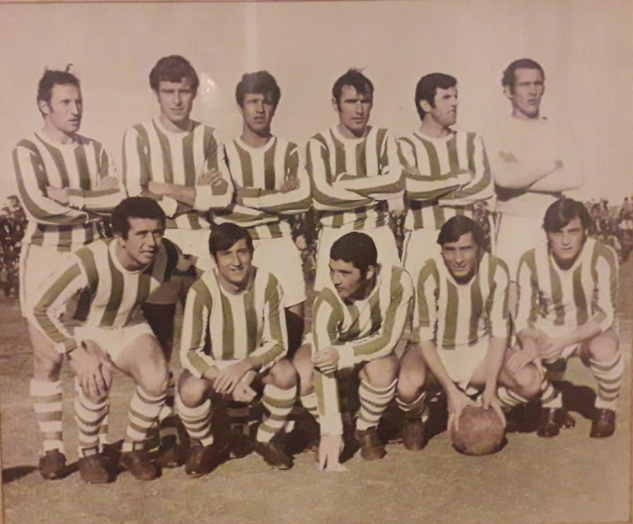
Formación de Kimberley en 1970.

Al obtener en 1969 el torneo local organizado por la Liga Marplatense Kimberley adquiere, por primera vez en su historia el derecho a participar en el Torneo Nacional  de AFA de 1970. La dirigencia logró reunir ese año un grupo de jugadores que provenían en su mayoría del profesionalismo de AFA. El equipo, era dirigido por Roberto Saba.
El "Dragón" fue uno de los mejores equipos del interior en el Campeonato Nacional de ese año, ganó cuatro partidos, empató 8 y perdió los restantes, destacandose las goleadas frente a Independiente 5-0 (que venía de ser campeón del torneo metropolitano con figuras destacadas como Miguel "Pepe" Santoro, Héctor "Chirola" Yazalde y Raúl Bernao) y Talleres de Córdoba 8-3, en el Estadio San Martín.
A pesar de su buen desempeño, Kimberley acabó octavo en la Zona B y perdió la final entre clubes del interior contra Gimnasia de Mendoza (1-1 en Mar del Plata y 1-4 en Mendoza), lo que le hubiera otorgado la plaza directa al Nacional 1971 (que igualmente logró al salir campeón de la liga marplatense 1970). Pese a no lograr el objetivo, la goleada sobre Independiente quedó en la historia como una de las más importantes del fútbol del interior.

#### Campeonato Nacional 1971
Al consagrarse campeón en 1970 del torneo local organizado por la Liga Marplatense Kimberley adquiere, por segundo año consecutivo el derecho a participar en el campeonato nacional de AFA de 1971. Para afrontar dicha competencia, Kimberley conformó un plantel con la base del equipo que había tenido un papel destacado en el Nacional 70', y que jugó el torneo local 1971. Jugó 14 partidos, ganando 4, empatando 5 y perdiendo 5. Un resultado destacado fue un empate 1-1 ante River Plate en el Monumental.
Ese mismo año por la Liga Marplatense salió segundo, no jugó el Campeonato nacional de AFA 1972, ya que solo el campeón clasificaba. En ese torneo, se dio una de las mayores polémicas del futbol marplatense. El "Partido del penal de Bujedo" de 1971 entre San Lorenzo y Kimberley se convirtió en uno de los episodios más controversiales y recordados del fútbol marplatense. 
En una tarde cargada de tensión, ambos equipos luchaban por la clasificación al Torneo Nacional de 1972, y el partido se perfilaba como una final anticipada. Tras un encuentro sin muchas emociones y cerca del final, el árbitro José Bujedo sancionó un penal a favor de San Lorenzo en una jugada confusa que nadie entendió. Ni los jugadores ni los propios observadores pudieron ver claramente la infracción, lo que generó un gran malestar, especialmente entre los hinchas de Kimberley. Tras la ejecución de Loyola, que convirtió el único gol del partido, los ánimos se desbordaron. Los seguidores de Kimberley invadieron el campo, lanzaron proyectiles y atacaron a Bujedo, lo que provocó una serie de disturbios violentos. 
La Liga Marplatense sancionó duramente a Kimberley, mientras que San Lorenzo avanzó hacia el Nacional de 1972. Las relaciones entre ambos clubes quedaron rotas, y aunque con el paso del tiempo se intentó aclarar la jugada, el misterio sobre si realmente existió el penal sigue siendo parte del folklore futbolístico local.

#### Campeonato Nacional 1973
A principios de 1973, la liga marplatense organizó un torneo selectivo, entre Kimberley, Aldosivi, Alvarado, Quilmes, Independiente y Once Unidos para clasificar a su representante para el torneo regional de ese año. Kimberley ganó el torneo ampliamente, venciendo a todos sus rivales excepto con Aldosivi, con quien cayó derrotado la primera fecha por 2 a 1.
Al consagrarse campeón, Kimberley disputó el grupo bonaerense de dicho torneo regional, que finalmente ganaría de forma invicta, venciendo a rivales como Huracán de Tres Arroyos, Loma Negra de Olavarría, Jorge Newbery de Junín, entre otros. Con esto clasificó al Campeonato nacional de AFA.
En ese torneo jugó 15 partidos, de los cuales ganó 1, empató 4 y el perdió el resto (en el que se incluye un partido en el que empataba frente a Atlanta  y fue suspendido por incidentes y posteriormente se le dio por perdido).

#### Campeonato Nacional 1979

Formación de Kimberley que le gano a River Plate por 2 a 1 en el estadio Jose María Minella

Al lograr la Liga Marplatense de 1978, Kimberley logró la clasificación al Campeonato nacional 1979 luego de 6 años de ausencia.
Para este torneo "el dragón" contrató al reconocido técnico Timoteo Griguol, anteriormente campeón con rosario central del Campeonato nacional 1973. Además se reforzó con jugadores de experiencia, entre ellos, Jorge "Cholín" Davino, Jorge "Gallego" Vázquez(de Atlanta), Alfredo "Bambi" Veira, Norberto "Llamarada" Eresuma, Rubén Valdez, entre otros.
En la campaña logró 4 victorias, 2 empates y 8 derrotas, y no pudo pasar de la primera ronda. El resultado mas resonante fue un 2-1 sobre River Plate en el José María Minella, en el que fue además el primer encuentro disputado en ese escenario por torneos de AFA. Cabe destacar que elenco "millonario" contaba con los campeones del mundo "Pato" Fillol, Daniel Passarella, Beto Alonso, Leopoldo Luque. Otro resultado desatacable fue un 3 a 3 ante Huracán en Parque Patricios, que tenía a Miguel Ángel Brindisi en sus filas.

#### Campeonato Nacional 1983
Durante la década del 80, kimberley adoptó una política económica austera que limitó las incorporaciones, pero a su vez impulsó el desarrollo de jugadores provenientes de las divisiones inferiores. En ese contexto, el club confió la conducción del plantel de Primera a Juan Carlos Eito, quien venía de realizar un destacado trabajo en las categorías formativas. La apuesta dio sus frutos rápidamente.  En las temporadas 1979 y 1980, el equipo logró consagrarse subcampeón de la de la Liga Marplatense,  Torneo Regional 1980 y el Torneo Regional 1981 en los que a pesar de realizar destacadas actuaciones quedó afuera en primera ronda, sin lograr la clasificación a la máxima categoría de AFA.
Posteriormente el dragón consiguió el bicampeonato 1982 y 1983 por lo cual adquirió, el derecho a participar en el Campeonato Nacional de AFA de 1983 y Campeonato Nacional de AFA de 1984.
En 1983 se modificó la forma de disputa de los Campeonatos Nacionales en la Primera Etapa, dividía a los 32 participantes en 8 grupos de 4 equipos cada uno. A kimberley le tocaron como rivales en su zona: Vélez, Altos Hornos Zapla y Newell's.
En este torneo jugó 6 partidos, en los cuales logró 1 partido ganado y el resto perdidos.

#### Campeonato Nacional 1984
Al obtener en 1983 el torneo local organizado por la Liga Marplatense (de forma invicta) Kimberley adquiere, por segundo año consecutivo el pasaporte al Campeonato nacional de AFA de 1984, el cual sería su última participación.
El "Dragón", consiguió el título local, en la última fecha, en una virtual final de campeonato, ya que enfrentaba a su escolta Círculo Deportivo, en Otamendi, con dos puntos de ventaja en la tabla de posiciones. El empate 1 a 1, le permitió conservar esa diferencia y llegar al máximo torneo de AFA. 
Participó del grupo F, el cual compartió con Independiente, Atlético Tucumán y  Chacarita Juniors.
Jugó 6 partidos, logrando 2 empates y el resto derrotas.
Ese mismo año al lograr el subcampeonato de la Liga Marplatense el dragón se clasificó al Torneo Regional 1984-85. En este torneo terminó tercero, en un grupo de 5, con un partido ganado, tres empatados y 4 perdidos, quedando eliminado en primera fase y no logrando clasificar a la última edición del campeonato nacional de primera división.

### Torneos del Interior

#### Torneo del interior 1986/87
En 1986 la AFA llevó a cabo una reestructuración total del Fútbol argentino. Dejaron de disputarse los campeonatos nacionales instaurados en 1967 y se creó el Torneo Nacional B.
Para determinar los equipos que participarían en dicha competencia, se llevaron a cabo torneos regionales con equipos de todo el país para determinar a los participantes. En 1986 Kimberley se consagró campeón del torneo local y adquirió le derecho a representar a la liga marplatense de fútbol en el año 1986-87.
A principio de 1987 Kimberley disputó la segunda etapa del zonal sureste (que otorgaba una plaza para el Nacional B), de la cual clasificaban los primeros dos equipos. El conjunto "verdiblanco" enfrentó en su zona a Olimpo de Bahía Blanca, Estudiantes de Olavarria, Ferro de Trenque Lauquen y Sportivo Piazza.
El representativo marplatense terminó tercero, luego de Olimpo y grupo universitario de Tandil, logrando 2 partidos ganados, 5 empatados y tres perdidos.

#### Torneo del Interior 1992/93
En 1991 la competencia local se dividió en dos torneos, Apertura (el cual ganó Alvarado) y Clausura. Kimberley obtuvo el Clausura de forma invicta, clasificándose al torneo del interior 1992/93. 
Luego para determinar el campeón del año se enfrentaron en la final anual Alvarado y Kimberley. Disputaron un partido en el cual no pudieron vencerse ni en el tiempo reglamentario ni en los 30 minutos de alargue, terminando igualados 1 a 1. En la definición por penales Kimberley logró el título local de la Liga Marplatense de 1991.

Kimberley por el torneo del interior 1992/93

Kimberley disputó el torneo regional con la base del equipo que jugó el torneo local 1992, dirigido por Luis “el merengue” García.
En la Primera Ronda, los rivales de Kimberley fueron Ramón Santamarina de Tandil, Juventud Unida de Gral. Madariaga e Independiente de Dolores.
En la Segunda Etapa, Kimberley enfrentó nuevamente a Ramón Santamarina, a Loma Negra de Olavarría y a Boca de Bragado.
Luego en la tercera Fase, integró el Grupo A, con Santamarina, Mercedes, Lezama FC, en el cual clasificaba el primero de ese grupo.
Kimberley pasó las dos Etapas iniciales pero, en una Ronda Final pareja, igualó la primera colocación en cantidad de puntos con Mercedes y Ramón Santamarina.
En la última fecha el equipo verdiblanco perdió en Tandil (1 a 0), y como resultado de la goleada como visitante de Club Mercedes sobre Lezama FC (6 a 0), por diferencia de gol el conjunto mercedino clasificó para el Octogonal Final del Zonal Sudeste, decretando la eliminación kimberleña.
En todo el torneo Kimberley, jugó 18 partidos, de los cuales ganó 10, empató 5 y perdió 3. Convirtiendo 37 goles y recibiendo 17.
En 1995 el concejo regional de AFA, modificó el futbol regional y la forma de disputar los anteriores Torneos Regionales, creando el Torneo Argentino "A" y "B", que comenzaron a disputarse a partir de la temporada 1995/96.
En los torneos de la liga marplatense 1995 y 1996, se consagró subcampeón, clasificándose al recientemente creado, Torneo Argentino B 1995/96 y al Torneo Argentino B 1996/97, que reemplazaron al Torneo Regional pero decidió no participar debido a cuestiones económicas.
En la temporada 1997 de la liga marplatense de fútbol los 16 equipos se enfrentaron en una rueda clasificatoria todos contra todos, clasificándose los primeros 4 equipos a una liguilla final de la que luego el ganador se consagraría campeón y se clasificaría al Torneo Argentino B 1997/98. Al no poder afrontar una competencia como el Torneo Argentino B desde lo económico, Kimberley desistiría de jugar la liguilla final al igual que San Lorenzo.

### Torneo Argentino C y ascenso al Torneo Argentino B
Luego de varios años de ausencia en torneos regionales, Kimberley participó de la primera edición del Torneo del Interior 2005 siendo eliminado por Deportivo Independencia de González Chávez en las semifinales del torneo.
En el año 2011, se consagra campeón del futbol marplatense luego de 11 años y ese mismo año vuelve a los torneos regionales, de la mano de Damián García, participando del Torneo del Interior 2011 donde caería nuevamente en semifinales ante Once Tigres de 9 de julio que finalmente lograría el ascenso.
Luego en el año 2012 también participa siendo eliminado en dieciseisavos de final.
En el año 2013 participa del torneo del interior, el cual se consagra campeón ascendiendo al Torneo Federal B dirigido por Damián García. Ganándole la final 1-0 como visitante a F.C. Tres Algarrobos, al que ya había superado 2-1 en el encuentro de ida. Logrando así el primer ascenso en su historia futbolística.
Por otro lado ese mismo año se consagra campeón del torneo apertura de la Liga Marplatense.

### Torneo Federal B y Torneo Regional Amateur
En su primera temporada en el Torneo Argentino B (luego llamado Torneo Federal B), finalizó primero en primera fase. En la cual consiguió una racha de seis victorias consecutivas, que no llegó a igualar su mejor racha en torneos de AFA, la cual fue en el Torneo Regional 1971, con 8 victorias consecutivas, quedando afuera luego en la segunda fase.
En el Torneo Federal B participa hasta el año 2017 en el cual se realiza la una reestructuración del futbol de interior, eliminándose los federales B y C, y creando el Torneo Regional Federal Amateur.
En el 2018 pese a estar clasificado por haber mantenido la categoría en el Federal B que concluyó a fines de 2017 no participó de la primera edición del Torneo Regional Federal Amateur por los costos del propio Regional, así como también por la inviabilidad de sostenerse económicamente en un Federal A en caso de lograrse el ascenso.
En el año 2019 se consagra campeón de la Liga Marplatense convirtiéndose en el máximo ganador de la liga. Ganándole la final a San Lorenzo en el clásico marplatense 2 a 1 en el global.

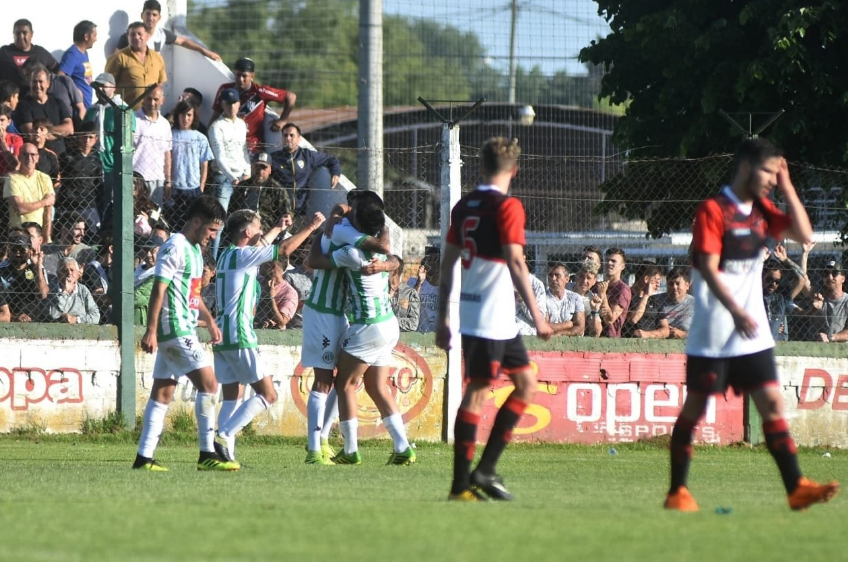
Clásico disputado en la final de la Liga Marplatense 2019, en la que Kimberley ganó 2 a 0 en el Estadio José Alberto Valle y se consagró campeón.

Participó de las ediciones 2020 y 2021/22 del Torneo Regional Federal Amateur siendo eliminado en primera ronda en ambas oportunidades. En tanto en la edición 2022/23 alcanzó la final de la Región Bonaerense Pampeana Sur, frente a Independiente de San Cayetano donde luego de empatar ambos encuentros 1 a 1, cayó 5-4 por penales.

### Ascenso al Torneo Federal A
El 11 de febrero de 2024 logró el ascenso al Torneo Federal A, al superar por penales, después de un empate sin goles, a Camioneros de Luján en el estadio de Arsenal de Sarandí. En la etapa eliminatoria del  torneo regional amateur obtuvo ocho victorias consecutivas. Además, convirtió 13 tantos y terminó con la valla invicta.
En su primer temporada realiza una gran campaña, clasificando a la Copa Argentina, en la cual cayó derrotado por penales ante Newell's, luego de empatar los 90 minutos jugandole de igual a igual a un equipo de primera división.

## Colores
Desde un principio decidieron que fueran dos, combinados o no, poco importaba, pero sí auténticos, fuera de los tradicionalmente conocidos. Alguien propone “el verde gramilla” con un SI por mayoría.
Con respecto al color restante, primero optaron por el Naranja fuerte, a semejanza del viejo balón de tiento, a rayas verticales. Pero el destino quiso que el blanco "inmaculado” fuera combinado con el verde "hierba” y más que el destino, la falta de tiempo. Porque esto sucede un martes y el domingo había partido. ¿Dónde sino en Buenos Aires se lograrían los tintes deseados? Con este encargue, viaja un miércoles el comisionista Marino a Bs. As. para obtener las camisetas a vestir. Obviamente, ninguna casa acepta lograr en solo dos días los tintes solicitados. Regresa entonces el comisionista con las únicas camisetas que pudo adquirir y al desnudar su envoltorio en la vieja casilla, fueron recibidas con total emoción, porque el destino quiso que el blanco "inmaculado" se conjugara con el verde "hierba". 
Aquel histórico equipo demostró en la cancha su orgullo por la flamante y querida divisa al tiempo que, con hidalguía comenzaban a marcar la rica historia del club en el fútbol marplatense.

## Uniforme
- Uniforme titular: Camiseta a bastones verdes y blancos, short blanco y medias verdes.
- Uniforme suplente: Camiseta, short y medias íntegramente verdes.

### Patrocinadores e indumentaria
Las tablas detallan en orden cronológico los nombres de las firmas proveedoras de indumentaria y los patrocinadores que tuvo Kimberley desde 1979.
| Período         | Logo | Proveedor              |
| --------------- | ---- | ---------------------- |
| 1979-1981       |      | Adidas                 |
| 1981-1986       |      | Sin sponsor            |
| 1986-1990       |      | Adidas                 |
| 1991-1992       |      | Uhlsport               |
| 1993-1998       |      | Puma                   |
| 1999-2000       |      | Atlantic Sport's (A'S) |
| 2000            |      | Puma                   |
| 2000-2001       |      | Topper                 |
| 2001-2002       |      | Umbro                  |
| 2003-2004       |      | Atlantic Sport's (A'S) |
| 2008-2010       |      | Le Coq Sportif         |
| 2011-2015       |      | Mitre                  |
| 2016-Actualidad |      | Kappa                  |

| Período         | Patrocinador            |
| --------------- | ----------------------- |
| 1982-1983       | Casa Radar              |
| 1983-1984       | Sharp                   |
| 1984-1985       | Casa Radar              |
| 1985            | Catalina                |
| 1986            | Gianino                 |
| 1986-1988       | Clayton                 |
| 1989            | Vortiek Rulemanes       |
| 1990-1991       | Cormar Hogar            |
| 1991-1992       | Soda Jorgito            |
| 1992-1993       | CCTV                    |
| 1993-1995       | Casa Radar              |
| 1995-1997       | Farmacia Nizzola        |
| 1997-1999       | La Buenos Aires Seguros |
| 2000            | DISCO System            |
| 2001-2002       | LogoSport               |
| 2002-2004       | Gran Canaria S.A.       |
| 2004-2008       | Makey S.A.              |
| 2008-Actualidad | Open Sports             |

| Período         | Patrocinador       |
| --------------- | ------------------ |
| 2023-Actualidad | Burgwagen (dorsal) |

## Símbolos

### Escudo
|               |                |                      |
| Primer escudo | Segundo escudo | Escudo actual (1941) |

La primera insignia, como puede observarse, lucía en su estructura trazos de cierta originalidad conforme a la usanza de la época. Este consistía en un recuadro con un círculo dentro y en este se podía observar a dos deportistas jugando al fútbol con la camiseta del club y su respectivo uniforme correspondiente a la época, en sus bordes figura Club Atlético Kimberley.
No obstante el paso del tiempo le dio lugar al segundo emblema de muy poca utilización en la institución pese a su sobriedad.
Luego a la Comisión Directiva de ese entonces le correspondió recibir el boceto del actual escudo. Un emblema que aún hoy continúa llamando la atención, porque además de ser sumamente original, tiene su auténtica personalidad ya que no existe otro igual en el mundo. Hasta la fecha, no se ha podido precisar a quien pertenece su ingeniosa creación, no obstante tener referencias de ello. De todas maneras, se sabe que su trazado le fue presentado a las autoridades del año 1941 y que el mismo, fue inmediatamente aceptado y aprobado por la entonces Comisión Directiva, por su originalidad y perfecta sintetización de trazado.
Escudo en forma de círculo a semejanza de la vieja pelota de tiento cuyos gajos aparecen en color marrón-naranja en un tercio del círculo; sobre los restantes dos tercios, a la derecha inferior cuatro rayas verticales verdes intercaladas con tres blancas y sobre estas rayas, la insustituible K en color blanco con fondo verde. Esta insignia más adelante, es ligeramente retocada con el agregado en la circunferencia de la denominación de la entidad y de la ciudad.

### Apodos
Es conocido como "Dragón Verde" o simplemente "el Dragón".

## Infraestructura

### Sede Social

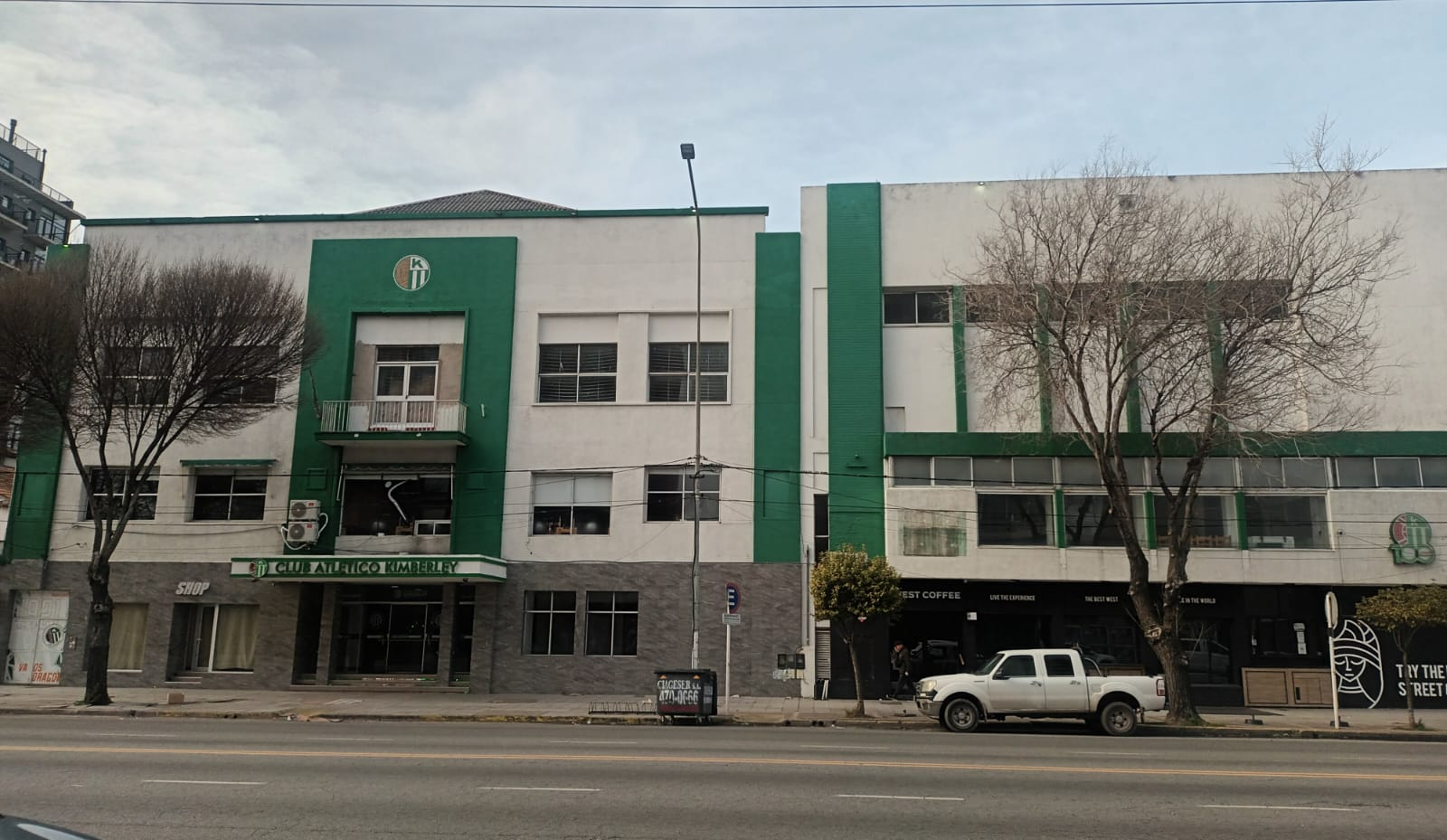
Sede social del club atlético kimberley

En 1939, luego de pasar por varias sedes, se compra el terreno donde luego se ubica en Av. Independencia 3030, construyendo su primitivo edificio en 1945, realizado por Bonifacio Yacuzzi con proyecto y dirección del Ingeniero Nino Ramella. Ese mismo año se compra el terreno de Alvarado 3162, cuyos fondos lindan con la sede de Av. Independencia 3030. En ese terreno se ubica el Anexo Alvarado, con 2 subsuelos, planta baja y 4 pisos. Allí se realizan diversas actividades.
El edificio original por su parte también fue ampliado en diversas ocasiones, la más importante el 6 de diciembre de 1975, cuando se inauguró la Pileta de Natación , junto a los baños turcos y dependencias anexas. Esta obra convirtió a la institución en una de las más poderosas de la provincia, como reflejan las crónicas de aquella época.
También para el año 1985 se terminó el frente de la construcción sobre la calle Alvarado, con el agregado de Terraza, quincho y gimnasio N.º 5 y, un año más tarde, comenzarían las clases en el jardín de infantes “el Dragoncito Verde”.
Además se anunció el proyecto de tener una escuela primaria dentro de la institución para el año 2024.

### Estadio
Actualmente utiliza el estadio José Alberto Valle, se encuentra ubicado en el predio que el club posee en la zona oeste de la ciudad de Mar del Plata, en la intersección de las avenidas Polonia y Vertiz y lleva el nombre de José Alberto Valle, en honor a quien fuera presidente de la institución en el periodo 1973-1982 Décadas atrás ejerció la localía en el desaparecido Estadio San Martín.

## Rivalidades
Su clásico rival es San Lorenzo, club de la ciudad de Mar del Plata. Este partido durante algunas décadas fue el clásico más importante de la ciudad.
Además tiene rivalidad con Círculo Deportivo, club de la localidad de Comandante Nicanor Otamendi, y los marplatenses Alvarado y Peñarol.

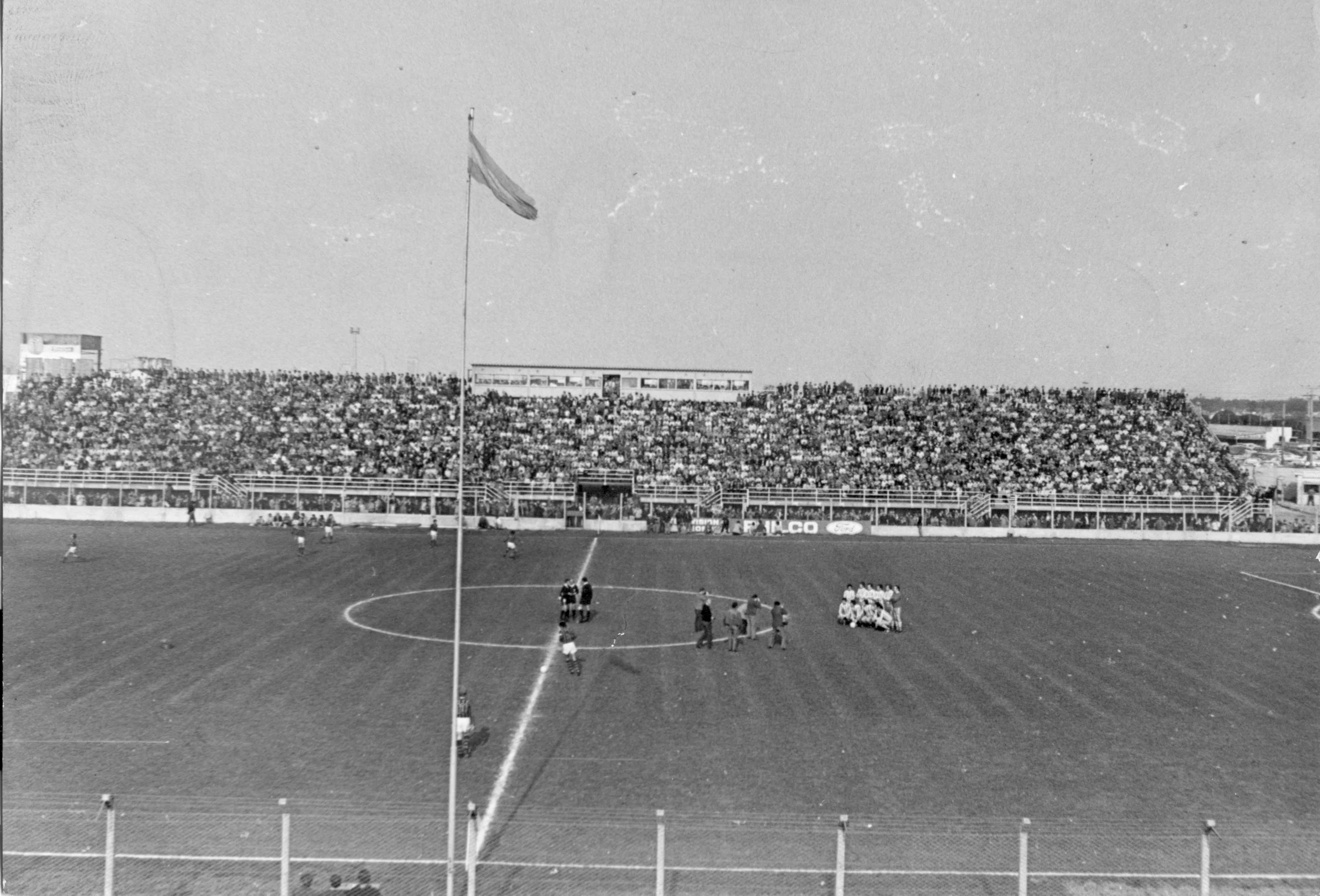
Hinchada de Kimberley, en el Estadio San Martín, en un clásico con San Lorenzo, en la década del 70.

## Dirigentes
| Comisión directiva (2022-act) - Presidente: - Luciano Mignini - Vicepresidentes: - Diego Lucas - Ignacio Mignini - Secretario: - Andrés Zariello - Prosecretario: - Diego Mestralet - Tesorero: - Martin Blanco - Protesorero: - Carlos Gastón Genga |
| |
| |
| |

## Datos del club
Total de temporadas en AFA: 29
- Temporadas en primera división: 6
  - Torneo Nacional: 6 (1970 - 1971, 1973, 1979, 1983 - 1984)
    - Puesto histórico en primera división: 94.º
    - Mejor ubicación en primera división: 8.º (2 veces)
    - Peor ubicación en primera división: 30.º (1973)
- Temporadas en segunda división: 5
  - Torneo Regional: 5 (1973, 1976, 1980 - 1981, 1984/85)
    - Mejor ubicación en segunda división: 1.º (1973)
    - Peor ubicación en segunda división: 3.a Fase de grupos (1984/85)
- Temporadas en tercera división: 4
  - Torneo del Interior: 2 (1986/87, 1992/93)
  - Torneo Federal A: 2 (2024-2025)
    - Mejor ubicación en tercera división: Tercera fase (1992/93)
    - Peor ubicación en tercera división: Etapa clasificatoria (1986/87)
- Temporadas en cuarta división: 10
  - Torneo Argentino B: 1 (2013/14)
  - Torneo Federal B: 5 (2014 - 2017)
  - Torneo Regional Federal Amateur: 4 (2020 - 2023/24)
    - Mejor ubicación en cuarta división: 1.º (2023/24)
    - Peor ubicación en cuarta división: Primera fase (3 veces)
- Temporadas en quinta división: 4
  - Torneo Argentino C: 4 (2005, 2011 - 2013)
    - Mejor ubicación en quinta división: 1.º (2013)
    - Peor ubicación en quinta división: 16.os de final (2012)

### Copas nacionales
- Participaciones en Copas Nacionales: 4
  - Copa Argentina: 4 (2013/14 - 2014/15, 2016/17, 2025)

## Historiales

### Historial en Primera División
| Competencia                      | Temporada  | PJ | G  | E  | P  | GF | GC  | Pts | Pos                                   |
| -------------------------------- | ---------- | -- | -- | -- | -- | -- | --- | --- | ------------------------------------- |
| Primera División Torneo Nacional | 1970       | 22 | 4  | 8  | 10 | 35 | 46  | 16  | 8° de 10 equipos (Zona B)             |
| Primera División Torneo Nacional | 1971       | 14 | 4  | 5  | 5  | 22 | 22  | 13  | 8° de 14 equipos (Zona A)             |
| Primera División Torneo Nacional | 1973       | 15 | 1  | 4  | 10 | 14 | 36  | 6   | 15° de 15 equipos (Zona B)            |
| Primera División Torneo Nacional | 1979       | 14 | 4  | 2  | 8  | 19 | 29  | 10  | 6° de 7 equipos/>(Zona B)             |
| Primera División Torneo Nacional | 1983       | 6  | 1  | 0  | 5  | 5  | 17  | 2   | 4° de 4 equipos (Zona A)              |
| Primera División Torneo Nacional | 1984       | 6  | 0  | 2  | 4  | 3  | 18  | 2   | 4° de 4 equipos (Zona F)              |
| Total                            | Actualidad | 77 | 14 | 21 | 42 | 98 | 167 | 49  | 59° de 108 equipos 94° de 169 equipos |

## Curiosidades

Jean Petit, con la pelota, durante el partido con la camiseta de Kimberley. El jugador húngaro es Sándor Pintér(n°10)

El 10 de junio de 1978, Francia y Hungría, ya eliminados del Mundial de Argentina, cerraron el Grupo 1 en Mar del Plata. Ambos equipos, por un pedido de la FIFA, usaron camisetas blancas, ya que la camiseta roja de Hungría podía confundirse con la azul de Francia en televisores en blanco y negro.
Sin embargo, lo inesperado ocurrió cuando Francia, por su cuenta, decidió también vestir camiseta blanca. Así que, minutos antes del partido, los dos equipos aparecieron en la cancha con camisetas blancas, pero no tenían alternativas para cambiarse.
La solución llegó de manera improvisada: un miembro de la organización fue a buscar camisetas a un club cercano. Tras no encontrar nada en la sede del club Boca de mar del plata, siguió hacia el club Kimberley, donde consiguieron camisetas albiverdes del equipo local. Así, Francia terminó jugando con camisetas a rayas blancas y verdes, pantalones azules y medias rojas. Además, hubo un desajuste en los números, ya que en algunos casos los números de la camiseta no coincidían con los del pantalón.
A pesar de toda esta confusión, Francia ganó el partido 3-1.
La camiseta número 5 que utilizó François Bracci forma parte de la exhibición del flamante Museo de la FIFA, que abrió sus puertas en Zurich, Suiza.

## Palmarés
| Torneos Nacionales                    | Torneos Nacionales                                                                                    | Torneos Nacionales |
| Competición                           | Títulos                                                                                               | Subcampeonatos     |
| Segunda División                      | Segunda División                                                                                      | Segunda División   |
| ------------------------------------- | --- | ------------------ |
| Torneo Regional (1/0)                 | 1973                                                                                                  |                    |
| Cuarta División                       | |                    |
| Torneo Regional Federal Amateur (1/0) | 2023/24                                                                                               |                    |
| Quinta División                       | |                    |
| Torneo del Interior (1/0)             | 2013                                                                                                  |                    |
| Torneos Regionales                    | |                    |
| Competición                           | Títulos                                                                                               | Subcampeonatos     |
| Liga Marplatense de Fútbol (17)       | 1933, 1934, 1936, 1947, 1962, 1969, 1970, 1978, 1982, 1983, 1986, 1991, 2000, 2011, 2016 , 2019, 2022 | Se desconoce       |
| Trofeo Consejo Federal                | | 1970               |

## Otras secciones deportivas

### Baloncesto
En 1942, se conformó la primera subcomisión de básquet. En ese entonces, se proyectó la instalación de una cancha en la antigua sede ubicada en Alvarado y Catamarca. Posteriormente, con la inauguración de la actual sede en Independencia 3030, se construyó la primera cancha oficial, ubicada sobre una losa al aire libre.
A finales de los años 30 y principios de los 40, el equipo de básquet comenzó a destacarse, logrando el campeonato de segunda división en 1946 y el Torneo Preparación de manera invicta en 1948, bajo la dirección de Valentín Pérez, quien luego sería homenajeado con el nombre del gimnasio del club. 
Kimberley fue pionero en la contratación de jugadores extranjeros, destacándose la incorporación de Rick Reed, un estadounidense que en 1975 se convirtió en el primer extranjero en formar parte de un equipo marplatense. Con él en el plantel, el conjunto verdiblanco ganó el Torneo Preparación en ese mismo año. Luego en 1978 llegaron los estadounidenses Will Williams, Frederick Branch y Rodrigo Blake.
En 1981 Osvaldo Echevarría asumió como entrenador del equipo, marcando un ciclo exitoso en el que ganó consecutivamente todos los torneos de la Asociación entre el Oficial de 1981 y el Preparación de 1984. Seis títulos seguidos. En 1984, el equipo debutó en competiciones provinciales, marcando el comienzo de una nueva etapa en su historia.
En 1990, "El Dragón" alcanzó las semifinales de la Liga Nacional C. Sin embargo, no pudo conseguir el ascenso a la B, al perder la serie frente a Belgrano de San Nicolás por 2-1.
En 1993, Kimberley logró nuevamente el título de la Asociación Marplatense de Básquetbol, en su edición número 50. En la final, derrotó a Peñarol por 61 a 52. Posteriormente, en 1997, "El Dragón" volvió a consagrarse campeón del Torneo Oficial de Mar del Plata.
El nuevo milenio trajo consigo dos nuevos títulos en 2003 y 2014, ambos logrados en el gimnasio principal, que lleva el nombre de "Valentín Pérez". El primer campeonato de este nuevo siglo se ganó de local, en una ajustada final frente a Peñarol, que terminó 70-68 gracias a dos libres de Nicolás Dafnos, a solo 20 segundos del final.
A lo largo de estos años, las divisiones menores del club han producido jugadores destacados como Diego Cavaco, Selem Safar, Marcos Mata, Matías Ruger, Facundo Varela y Emiliano Basabe, quienes han sido claves en el crecimiento y prestigio del club.
En los últimos años, Kimberley ha logrado consagrarse tetracampeón del básquet marplatense (2023-2025), con figuras como Maximiliano Maciel liderando el equipo.

### Palmarés[58]
- Asociación Marplatense de Básquetbol (17)
- Torneo Oficial(10): 1981, 1982, 1983, 1989, 1993, 1997, 2003, 2014, 2023 y 2024
- Torneo preparación(7): 1975, 1982, 1983, 1984, 1987, 2024 y 2025

### Natación
El deporte de natación en el club tiene sus orígenes en 1975. El 6 de diciembre de ese año se inauguró la pileta semi-olimpica en la sede social del club (siendo en su momento una de las unicas 3 piletas en la ciudad), junto a los Baños Turcos y dependencias anexas. En 1978 se comenzaron a conformar los equipos de competencia y en 1980 se encontraban disputando los torneos federados.
Actualmente en el club se realizan torneos continuamente y sus deportistas compiten a nivel provincial, nacional e internacional, contando con deportistas de renombre como el medallista panamericano en aguas abiertas Ivo Cassini. En el año 2025 se consagró bicampeón provincial.